# Lomaptera aurata
Lomaptera aurata är en skalbaggsart som beskrevs av Raffaello Gestro 1879. Lomaptera aurata ingår i släktet Lomaptera och familjen Cetoniidae. Inga underarter finns listade i Catalogue of Life.